# Simone Guillebert
Simone Guillebert, née le 1er août 1912 à Ivry-sur-Seine et morte le 22 janvier 1999 à Saint-Flour, est une rameuse de nationalité française.

## Biographie
Marie Simone Guillebert est la fille d'Édouard Auguste Guillebert (1881-1925), boulanger et de Marie Anne Le Corre (1885-1944), cuisinière.
Licenciée d'abord au Fémina Sport, la rameuse intègre La Ruche sportive de Paris, dirigée par Antoinette Rocheux, elle se distingue en aviron, où sa force athlétique lui permet de surpasser les autres concurrentes.
En 1934, elle est championne de France de skiff sur la distance de 1000 m. Elle met fin alors à la suprématie d'Yvette Sadoux. Elle réitère la performance en 1935.
La même année, elle remporte la régate internationale de Paris.
En 1946, elle cumule 13 titres de championne de France et cherche toujours une rivale à sa hauteur.
Elle est morte le 22 janvier 1999 à l'âge de 86 ans.